# Atractodes kincaidi
Atractodes kincaidi là một loài tò vò trong họ Ichneumonidae.